# Белогуров, Александр Иванович
Алекса́ндр Ива́нович Белогу́ров (20 ноября [3 декабря] 1914 года — 3 июля 1942 года) — советский военный лётчик морской авиации,  Участник советско-финской и Великой Отечественной войн, Герой Советского Союза (7.02.1940). Лейтенант (3.05.1940). Казнён гитлеровскими оккупантами за организацию подпольной группы.

## Биография
Родился 20 ноября (3 декабря) 1914 года в селе Времевка ныне Великоновосёлковского района Донецкой области Украины в семье крестьянина. Украинец.
Член ВКП(б) с 1940 года. Окончил школу специалистов сельского хозяйства. Работал зоотехником в колхозе.
В Военно-Морском Флоте с июня 1936 года. С июня 1936 по январь 1937 года служил краснофлотцем в 106-й авиационной бригаде ВВС Черноморского флота. Затем его направили учиться и в сентябре 1937 года он окончил Объединённую школу младших авиационных специалистов 71-й авиационной бригады. С этого месяца служил воздушным стрелком-радистом в 71-й авиабригаде, с мая 1938 — в 40-м авиационном полку ВВС Черноморского флота. В сентябре 1939 года переведён на ту же должность в 57-й скоростной бомбардировочный авиационный полк ВВС Балтийского флота.
Участник советско-финской войны 1939—1940 годов. Воевал в должности воздушного стрелка-радиста того же 57-го скоростного бомбардировочного авиационного полка. 2 февраля 1940 года во время возвращения из разведывательного полёта, над островом Суурсаари, его самолёт был атакован финским истребителем. Он был серьёзно повреждён и загорелся. Однако лётчику все-таки удалось его посадить на лёд. Экипаж лейтенанта Г. С. Пинчука (штурман старший лейтенант В. М. Харламов, стрелок-радист старшина А. И. Белогуров, для которого это был 4-й боевой вылет), совершивший вынужденную посадку в зоне действия финских береговых батарей, передал командованию важные разведданные. Вскоре был найден и вывезен летающей лодкой МБР-2 капитана А. А. Губрия из 18-й эскадрильи ВВС Балтийского Флота на свой аэродром.
Указом Президиума Верховного Совета СССР от 7 февраля 1940 года за образцовое выполнение заданий командования и проявленные при этом мужество и героизм, старшине Александру Ивановичу Белогурову присвоено звание Героя Советского Союза с вручением ордена Ленина и медали «Золотая Звезда» (№ 273). Этим же Указом звание Героя Советского Союза было присвоено Г. Пинчуку и В. Харламову.
В мае 1940 года направлен на учёбу и в июне 1941 года окончил Военно-морское авиационное училище имени С. А. Леваневского. Получил назначение в 66-ю эскадрилью 40-го бомбардировочного авиационного полка ВВС Черноморского флота.
Участник Великой Отечественной войны с июня 1941 года. Совершил несколько десятков боевых вылетов на СБ на бомбардировку транспортов и портов противника на Дунае, боевой техники в районе Одессы.
2 сентября 1941 года во время возвращения с боевого вылета в районе Херсона лейтенант Белогуров был сбит, но смог воспользоваться парашютом и попал в плен (в ОБД «Память народа» размещён протокол его допроса в немецком штабе от 17 сентября 1941 года). Бежал и вернулся в родное село. Организовал подпольную группу. Был схвачен немецкими оккупантами и приговорен к смертной казни. 3 июля 1942 года приговор был приведён к исполнению, подпольщики были расстреляны у здания школы села Большой Янисоль.
Обстоятельства гибели А. И. Белогурова и его товарищей-подпольщиков стали известны сразу после освобождения села осенью 1943 года, о его последнем подвиге писали в газетах. Погибшие подпольщики были с почестями перезахоронены в братской могиле. В 1959 году на месте расстрела героев был установлен памятник. Однако официально он до сего времени остаётся учтённым как пропавший без вести.
Известна фальшивка — письмо, якобы написанное А. И. Белогуровым на имя генерала А. А. Власова «Я — враг Большевизма!», напечатанное в газетах коллаборационистов «Доброволец» и «Заря» в 1943 году. Однако к тому времени А. И. Белогуров уже год как был казнён оккупантами, а само письмо изобилует фактическими ошибками, показывающими, что его автор не знал биографии Белогурова.

## Награды
- Медаль «Золотая Звезда» Героя Советского Союза (7.02.1940)
- Орден Ленина (7.02.1940)
- Медаль «За отвагу» (7.05.1967, посмертно)[10]

## Память
- В селе Времевке одна из улиц носит имя А. И. Белогурова.
- В СССР имя Героя было присвоено также трём пионерским дружинам.